# CE Dom Bosco
CE Dom Bosco is een Braziliaanse voetbalclub uit Cuiabá in de staat Mato Grosso. 

## Geschiedenis
De club werd op 4 januari 1925 opgericht en is daarmee de oudste club van de staat. De club won zes keer het staatskampioenschap en speelde van 1977 tot 1979 in de Série A. 

## Erelijst
Campeonato Mato-Grossense
1958, 1960, 1963, 1966, 1971, 1991